# Svjetionik Otočić Prišnjak
Svjetionik Otočić Prišnjak je svjetionik na jugoistočnoj strani otočića Prišnjak, u istočnom dijelu Murterskog mora.
Podignut je 1896. godine. U tlocrtu je pravokutnik. Sastoji se od prizemlja, potkrovlja i, zbog nagiba terena, polupodrumskog prostora te kule koja je stražnjom zidom uklopljena u jugozapadno pročelje zgrade svjetionika. Kula postavljena u središte jugozapadnog pročelja ima također podrumski prostor, prizemlje i kat te metalnu lanternu na vrhu.

## Zaštita
Pod oznakom Z-3540 zavedena je kao nepokretno kulturno dobro – pojedinačno, pravna statusa zaštićena kulturnog dobra, klasificirano kao "profana graditeljska baština".

## Vanjske poveznice
|  | Zajednički poslužitelj ima još gradiva o temi Svjetionik Otočić Prišnjak |